# Korhadt fakeresztek
A Korhadt fakeresztek: Képek a magyar szabadságharcból Rákosi Viktor novelláskötete, mely 1899-ben jelent meg. A kötet elsősorban az 1848–49-es forradalom és szabadságharc témájából merít hazafias-romantikus stílusban. Az ifjúság kedvelt olvasmánya volt, melyen generációk nőttek fel. Patriotizmusa a szovjet megszállás után nemkívánatossá tette, például A sztrecsnói piros virágok című novella 1945 előtt szerepelt az elemi iskolai olvasókönyvben, azonban a Szövetséges Ellenőrző Bizottság (tulajdonképpen szovjet) nyomására el kellett távolítani, mert alkalmasnak találták oroszellenes indulatok szítására.

## Tartalom
- Előszó
- A sztrecsnói piros virágok
- Sír az erdőben
- A cserkeszkapitány elbeszélései
- Zsadony és Kamasz
- Történet, amely álom
- A legionárius
- A zsidó fiú
- Gábor diák
- A gyönki nemzetőrök
- János vitéz
- A preszákai árnyak
- A transzport
- A menekült
- A III. zászlóalj muszkája
- A kísértet
- A cár (1849)
- A gyerek
- A két testvér
- A kis vértanu
- A csatatéren
- Az őszi ködben
- A szenvedők
- Dobpergés
- Történetek egy kis faluból
- A mi lengyelünk
- Bőr János